# Église Saint-Jean-Baptiste de Lannemezan
L'église Saint-Jean-Baptiste de Lannemezan est une église catholique située à Lannemezan, dans le département français des Hautes-Pyrénées en France.

## Présentation
L’église Saint-Jean-Baptiste est une église gothique avec nef romane élargie (XIXe s.), abside (XVe s.), portail (XIIIe s.), chapiteaux historiés, clocher (XIXe s.) inachevé.
Le portail datant du XIIe siècle est inscrit à l'inventaire des monuments historiques depuis le 24 octobre 1945.

## Historique
L'église est édifiée à la fin du XIIe siècle.
En août 1569, les troupes huguenotes de Montgommery dévastent le village et incendient l'église.
Après les dégâts causés par la Révolution, des travaux sont entrepris.
En 1851, le clocher est démoli puis reconstruit. En 1854, le portail sud est déplacé pour agrandir la nef.
Au XIXe siècle, un cimetière se trouvait encore contre l'église. Le 20 novembre 1847, le nouveau cimetière (route de Galan) est béni par Mgr Laurence.
Jusqu'au XVIIIe siècle, un certain nombre d'habitants étaient enterrés dans l'église près de l'autel par ordre de préséance, mais cette pratique a été interdite pour des raisons d'hygiène et d'égalité.

## Description

### Extérieur
Le monument aux morts de la Guerre 1914-1918 placé devant le chevet de l'église représente l'allégorie de la Victoire.

#### Portail de la façade ouest
Le portail date du XIIe siècle. La frise végétale ornant la partie supérieure du portail est composée de feuilles de vigne, d'oiseaux, d'animaux et de personnages humains.

### Intérieur

#### Sacristie
Sont inscrits à l'inventaire des monuments historiques :
- Un calice et patène en argent doré daté de 1860[2].
- La bourse de corporal en soie blanche brodée de fleurs datant du XIXe siècle[3].
- Les deux pans de dais en tissu d'or brodé datant du XIXe siècle[4].
- Un ciboire en argent doré daté du début du XIXe siècle, il a été réalisé par les orfèvres Bernard Adour et Jacques-Dominique Gautier de Bagnères-de-Bigorre[5].
- Un calice en argent doré daté de 1860[6].

#### Lebaptistère
Sont inscrits à l'inventaire des monuments historiques :
- La statue en bois sculptée de style nordique datant du XVIe siècle de saint Jean le Baptiste[7].
- La statue en bois sculptée de style nordique datant du XVIe siècle de la Vierge à l'Enfant[8].

#### Lanef

##### Partie arrière
L'orgue a été créé par l'entreprise Jules Magen et fils frères, il a été acheté en 1866 et fut restauré en 1979.

##### Partie avant
Peinture murale du mur de la voûte représentant le sermon sur la montagne

#### Lechœur
Le retable monumental et le tabernacle du maître-autel ont été réalisés en 1703 et 1704 par Jean Soustre d'Asté, ancien élève de Jean I Ferrère.
- Le retable est dédié à saint Jean le Baptiste. Les colonnes autour de saint Jean le Baptiste sont décorées avec des feuilles de vigne et des grappes de raisin. Les colonnes sont surmontées de chapiteaux corinthiens. Les côtés gauche et droit du retable sont décorés avec des feuillages, des grappes de raisin, des fleurs et des anges. Au sommet du retable est représenté Dieu le Père bénissant et entouré d'anges .

Le tabernacle est dédié à la Vierge Marie.
- Sur la porte du tabernacle est représentée la crucifixion de Jésus avec à gauche la Vierge Marie, et à droite saint Jean l'évangéliste. De chaque côté sont placées les statuettes de saint Pierre et de saint Paul.
- Sur les panneaux latéraux sont représentés :
  - à droite : l'Annonciation, la statuette placée à droite représente saint Catherine,
  - à gauche : l'Assomption de Marie, la statuette placée à gauche représente un apôtre.
- Au sommet du tabernacle est placée une statuette de la Vierge à l'Enfant, à droite est placé un ange tenant un chophar

Le maître-autel est en bois sculpté avec des ornements dorés et des peintures imitant le marbre. Sur la façade est représenté l'Agneau de Dieu
Le chœur polygonal est voûté avec six branches d'ogives, à la base de chacune est placée une sculpture en pierre de la tête d'un personnage souriant.
Sur la clef de voûte est représenté l'ancien blason de la ville ? On peut y reconnaître une vache, un chien avec au centre une grille ?
Sont classés au titre objet des monuments historiques :
- Le retable et le tabernacle du maître-autel datant du début du XVIIIe siècle[9].

Sont inscrits à l'inventaire des monuments historiques :
- Les deux chandeliers pascaux datant du XVIIe siècle[10].
- Le maître-autel en bois datant de la fin du XVIIIe siècle[11].

#### Partie latérale gauche
À gauche du retable de saint Pierre sont placés des tableaux du chemin de croix et un vitrail 

#### Chapelle saintPierre
Le retable et l'autel de saint Pierre ont été commandés à l'atelier de Jean II Ferrère en 1772.
L'autel est en bois sculpté avec des ornements dorés et des peintures imitant le marbre. Sur la façade est représentée une pierre symbolisant saint Pierre, car il est la pierre de l'église bâtie par Jésus-Christ.
Sur le retable, les colonnes autour de saint Pierre sont décorées avec des feuilles de vigne, des grappes de raisin et des oiseaux (en gris bleuté). Les colonnes sont surmontées de chapiteaux corinthiens.
Les côtés gauche et droit du retable sont décorés à l'identique, les décors représentent : des poissons, deux branches de laurier, les clefs de saint Pierre (Armoiries du Vatican), une tiare pontificale, et des anges.
Au sommet du retable est représenté Jésus-Christ donnant les clés du royaume des cieux à saint Pierre, sur le côté gauche sont représentés deux branches de laurier, une tiare pontificale, et deux anges, sur le côté droit, deux branches de laurier, l'Évangile, et deux anges.

#### Chapelle de laVierge Marie
Le retable et l'autel de la Vierge Marie ont été commandés à l'atelier de Jean II Ferrère en 1772.
L'autel est en bois sculpté avec des ornements dorés et des peintures imitant le marbre. Sur la façade est représenté le Cœur Immaculé de Marie.
Sur le retable, les colonnes autour de la Vierge à l'Enfant sont décorées avec des feuilles de vigne, des grappes de raisin. Les colonnes sont surmontées de chapiteaux corinthiens.
Les côtés gauche et droit du retable sont décorés à l'identique, les décors représentent : le rosaire, la couronne de 12 étoiles (provenant du thème iconographique de l'Immaculée Conception), des branches de rosier avec des roses, deux glaives représentant Notre-Dame des Douleurs, et une couronne symbolisant le titre de Reine du Ciel.
Au sommet du retable est représentée l'Annonciation avec en arrière-plan une ouverture où est placé un vitrail circulaire représentant une rosace. À droite du retable sont placés les stalles.

## Galerie

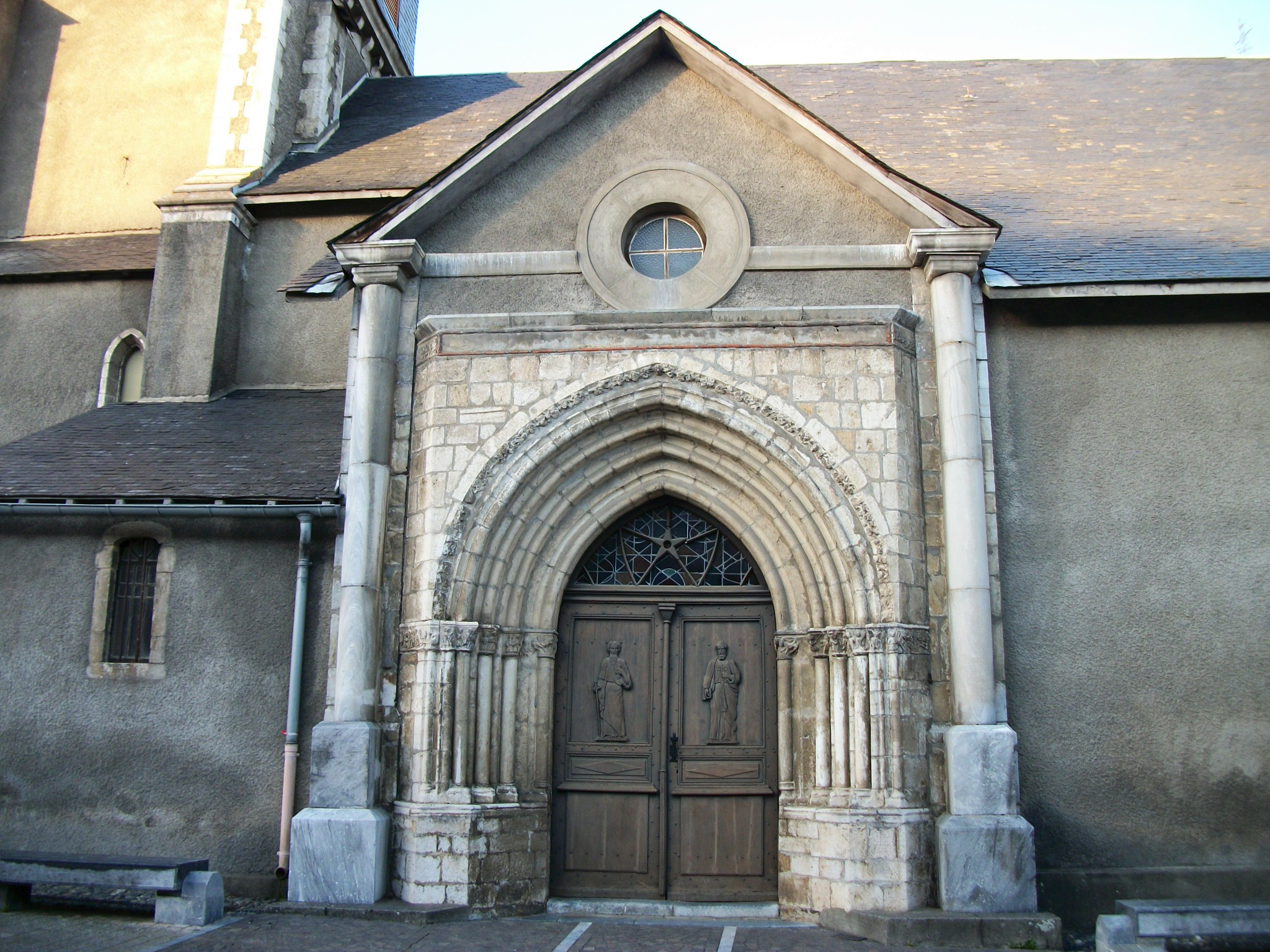
Portail de la façade ouest
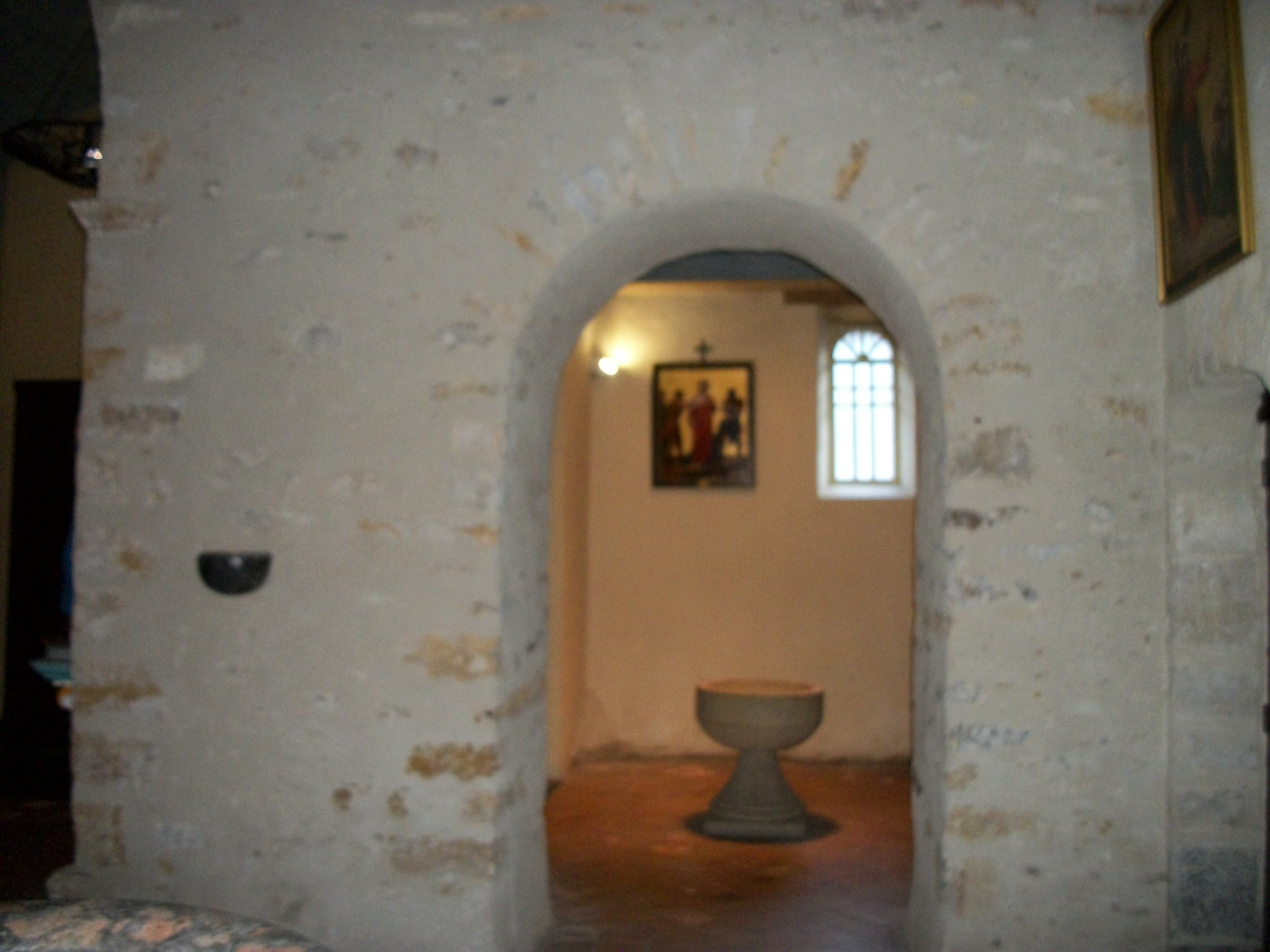
Le baptistère vu depuis l'entrée
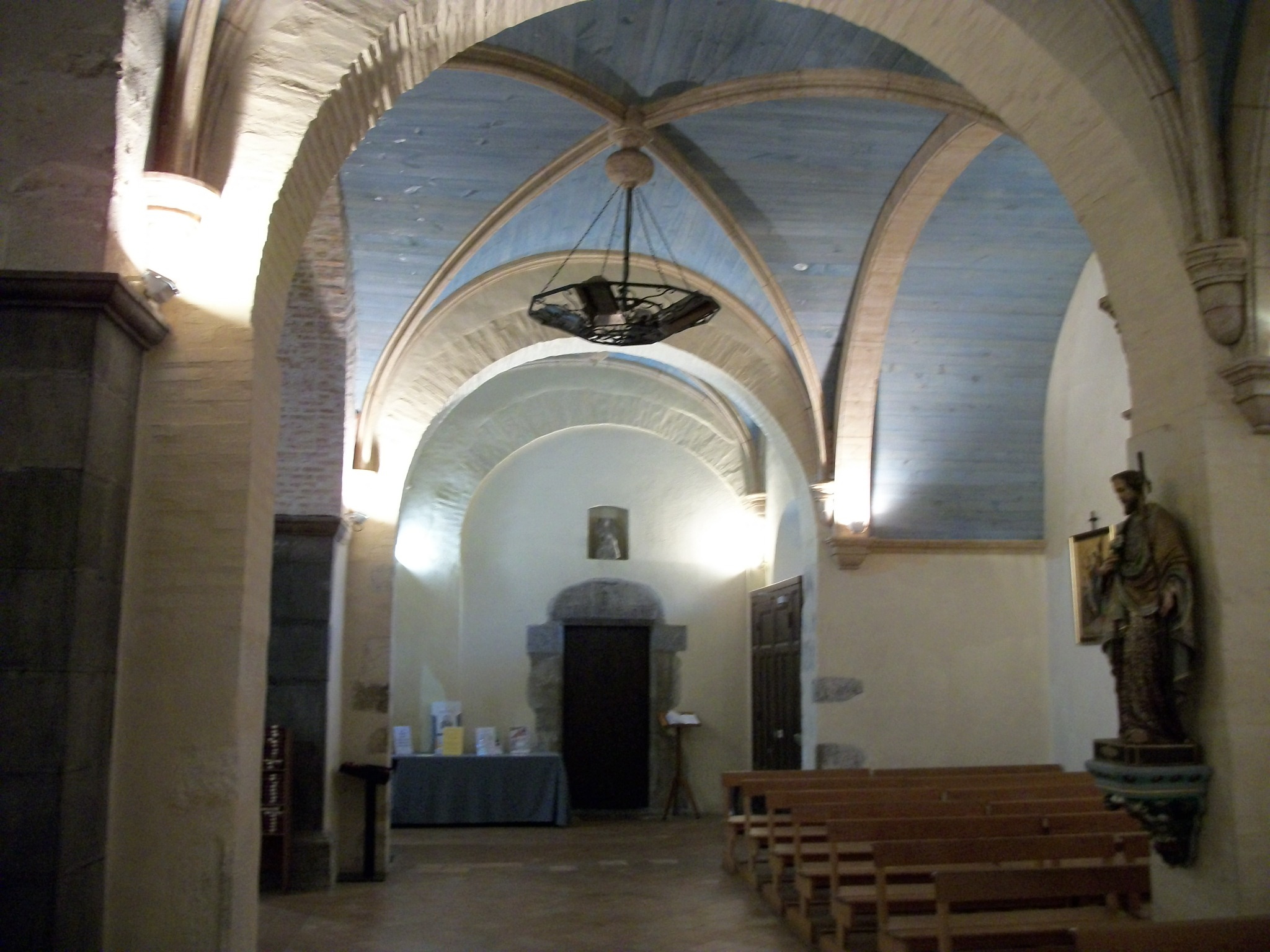
Entrée de l'église
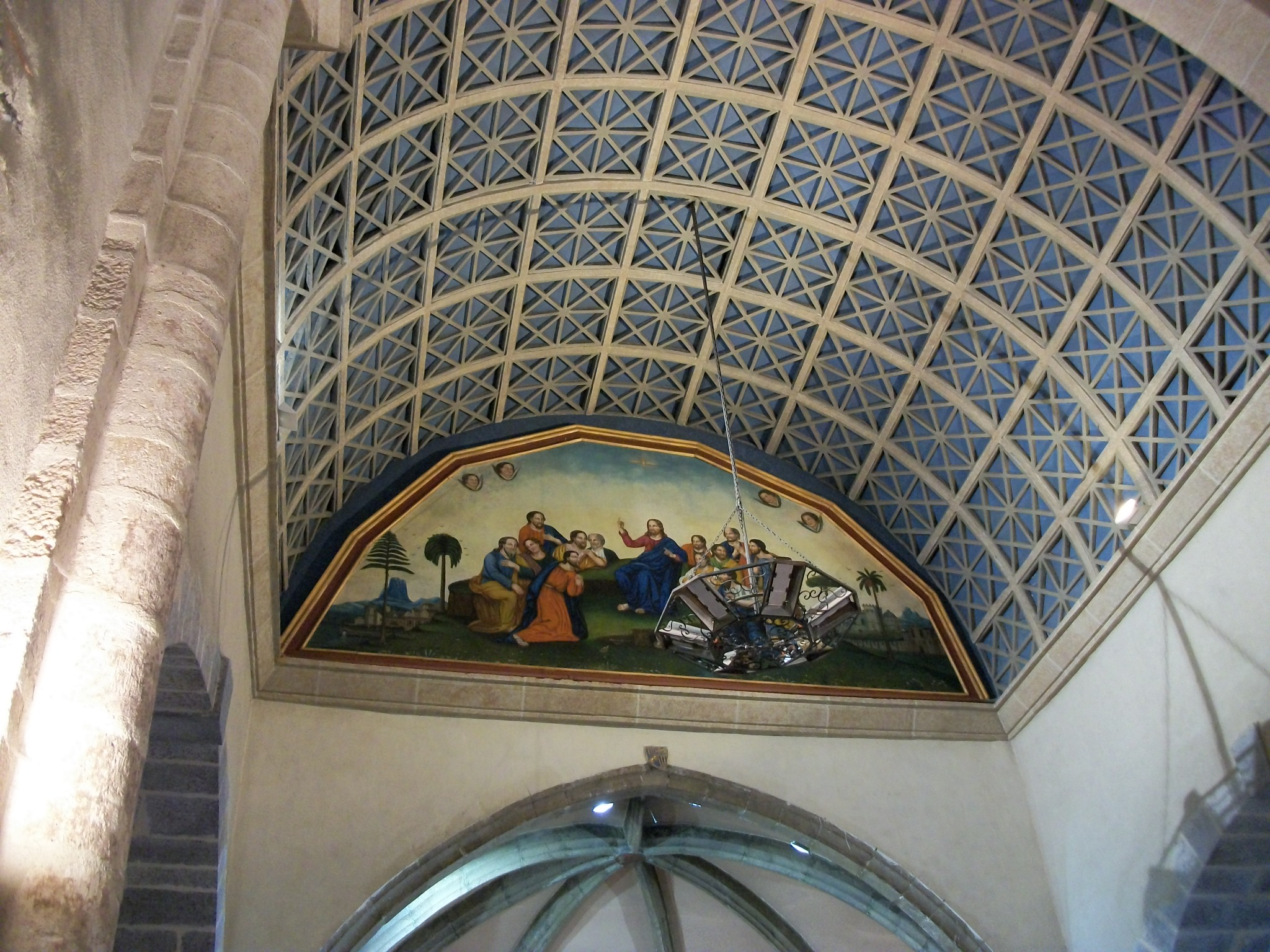
La peinture murale du mur de la voûte représente le sermon sur la montagne
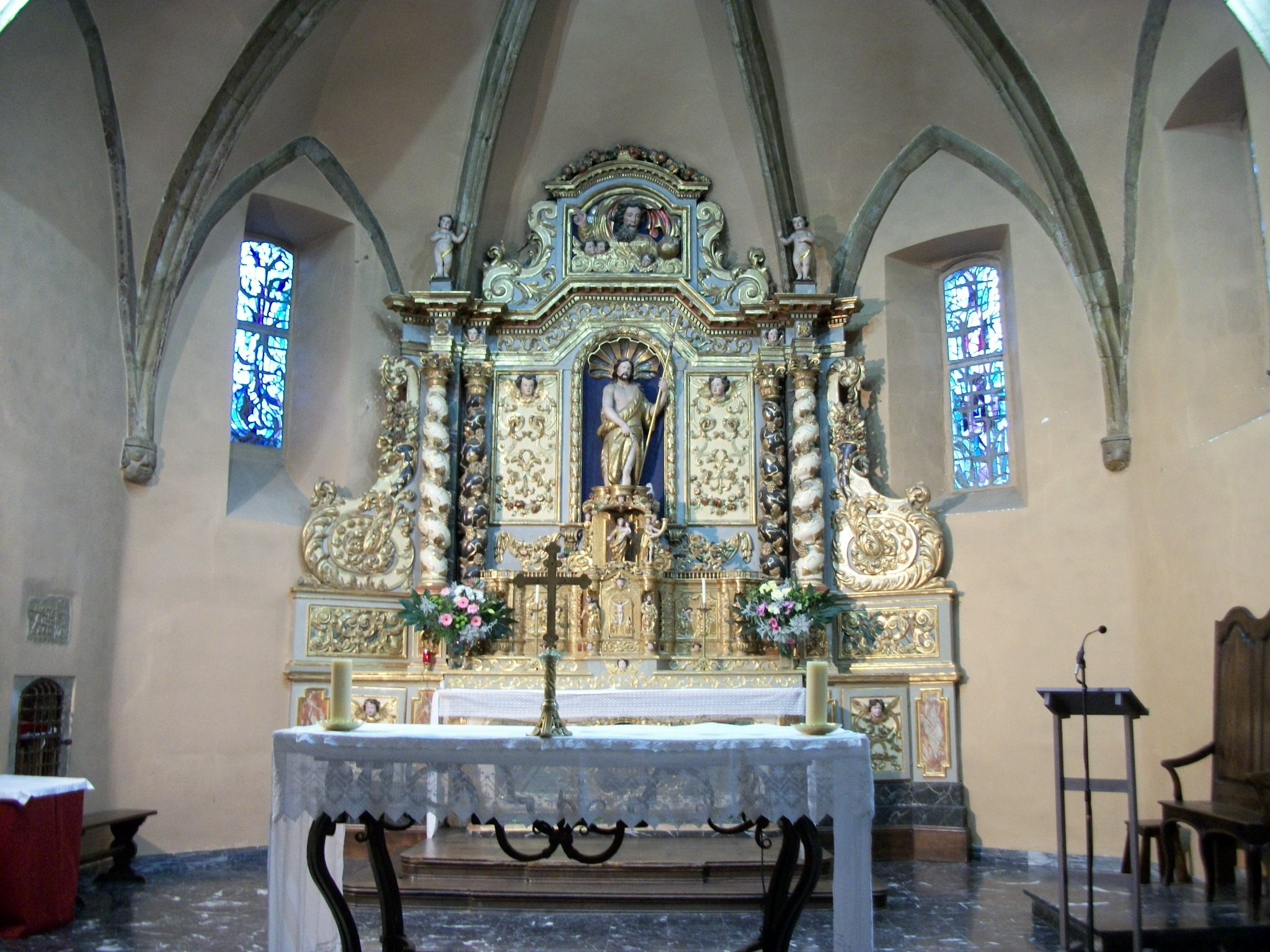
Le nouveau maître autel, et le retable
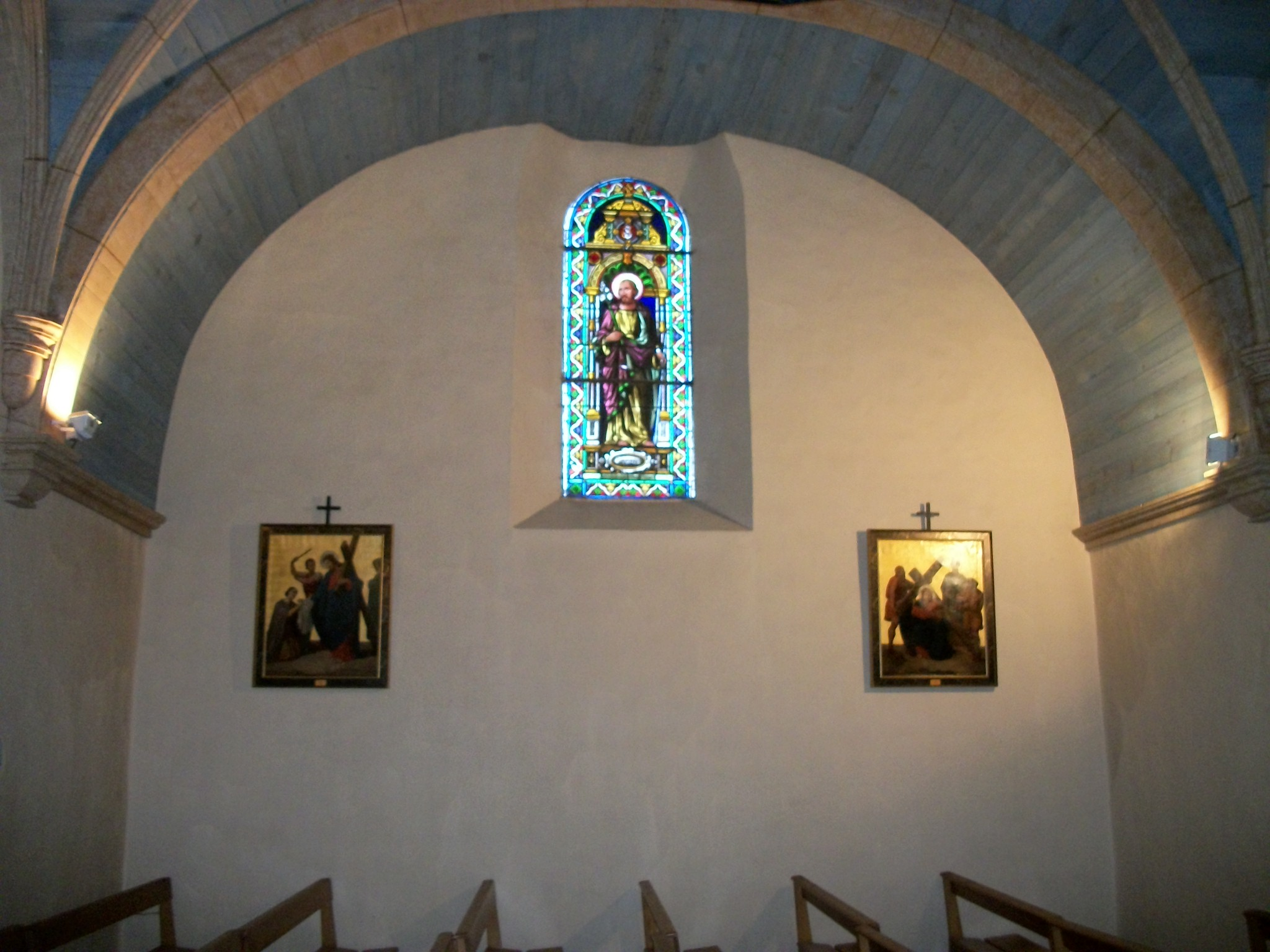
Oratoire de saint Joseph
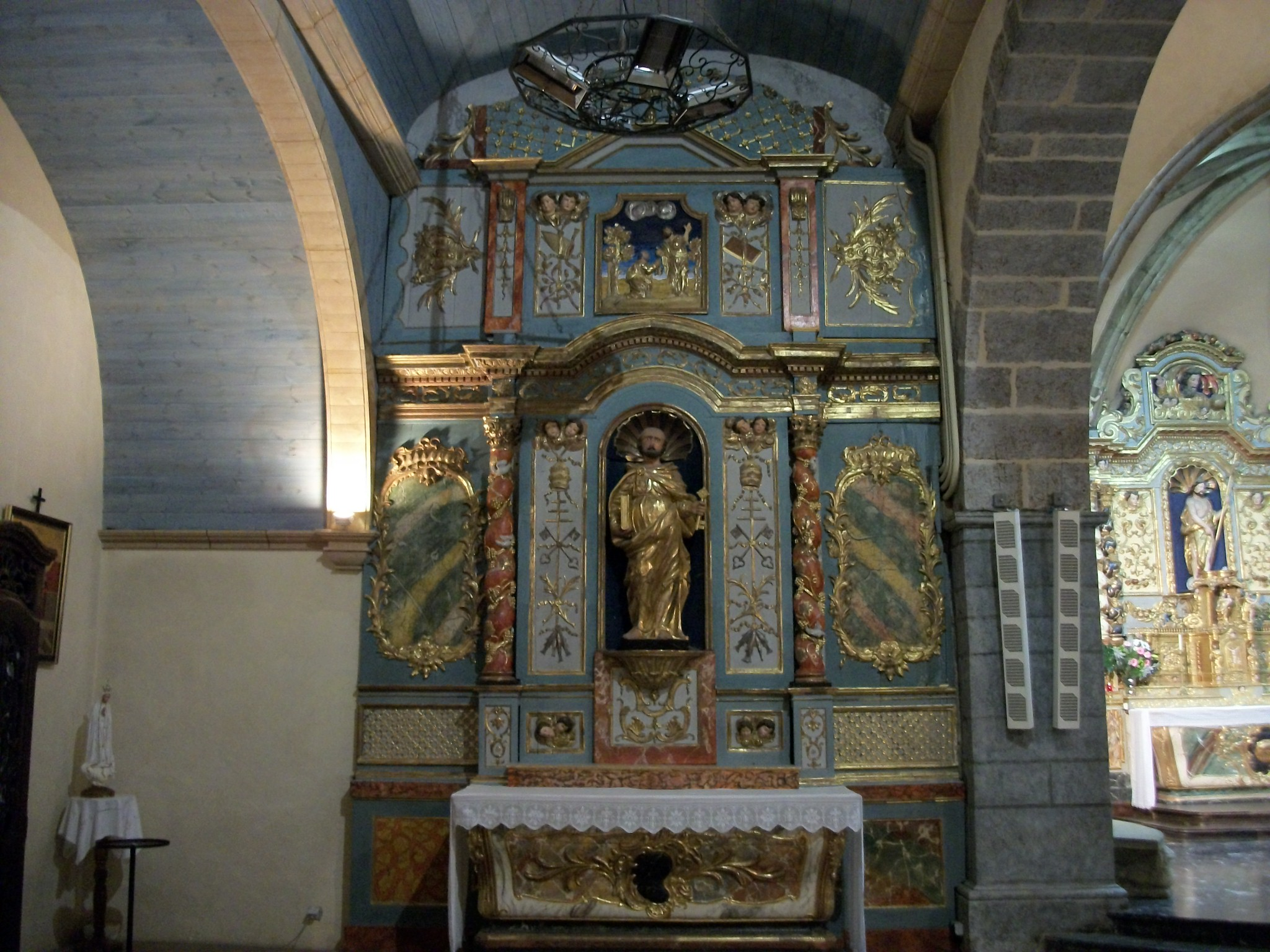
Retable de saint Pierre
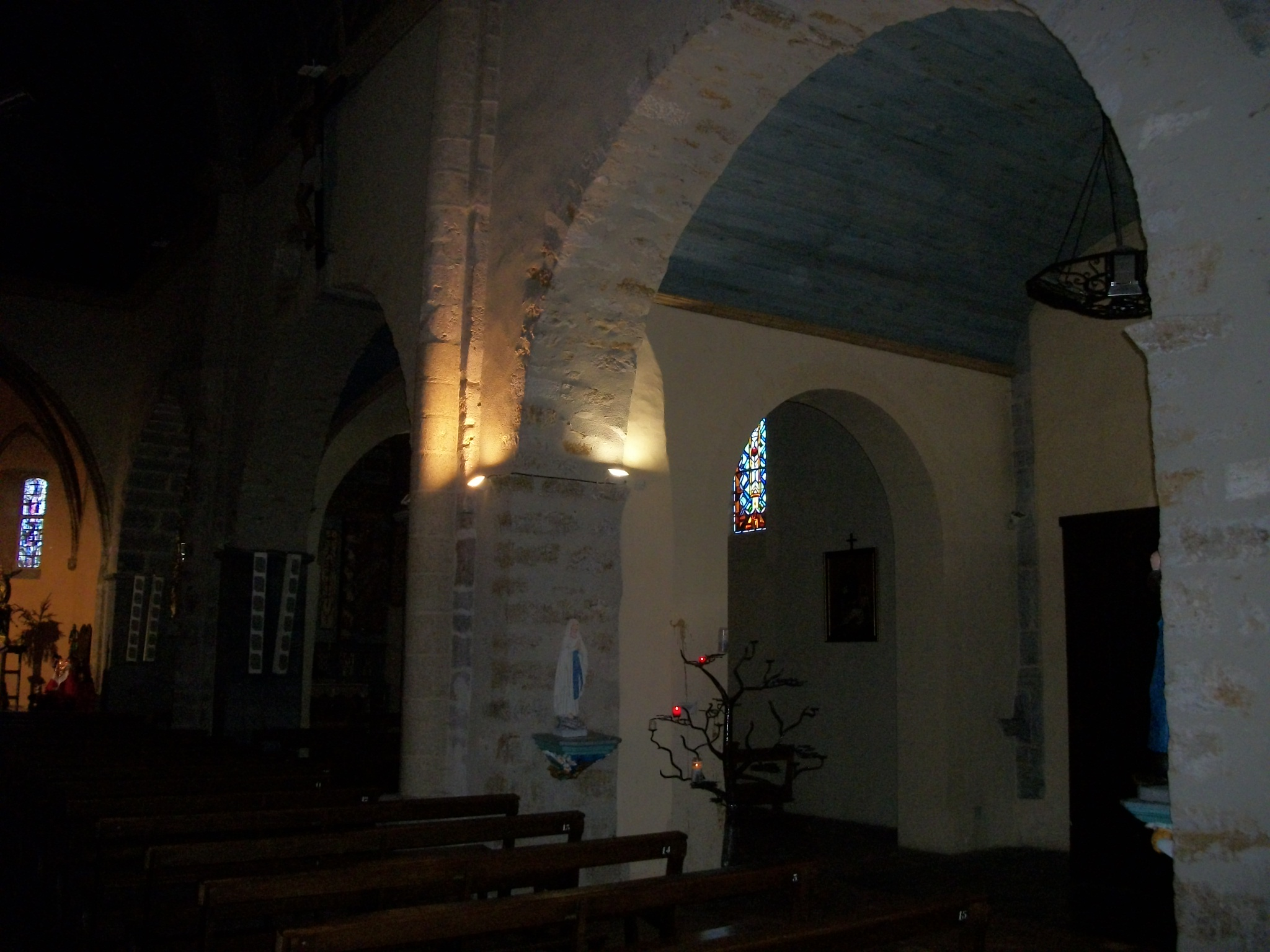
Partie latérale droite, avec au premier plan un oratoire de Notre-Dame de Lourdes
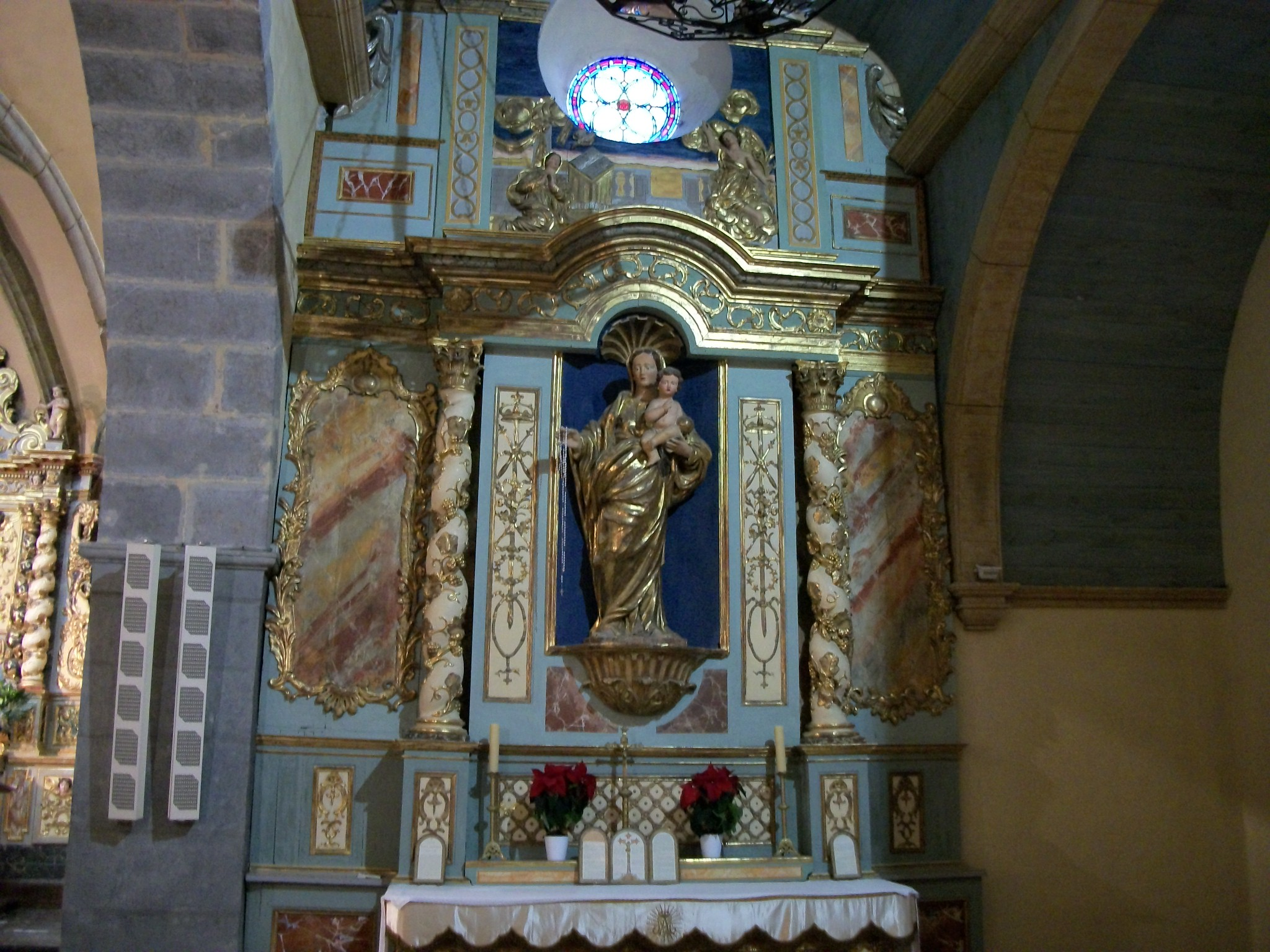
Retable de la Vierge à l'Enfant